# Серебристые облака

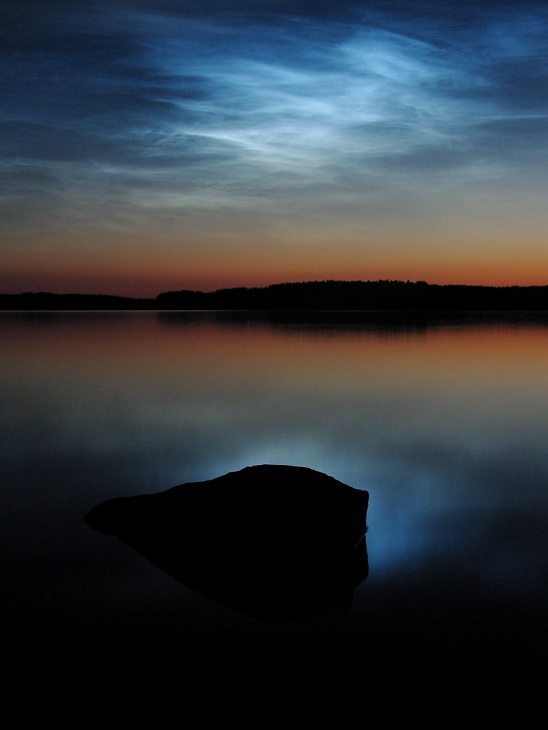
Серебристые облака над озером Сайма, Финляндия

Серебри́стые облака́ (также известны как мезосферные облака или ночные светящиеся облака) — сравнительно редкое атмосферное явление, крайне разрежённые облака, возникающие в мезосфере под мезопаузой (на высоте 76—85 км над поверхностью Земли) и видимые в глубоких сумерках, непосредственно после заката или перед восходом Солнца. Наблюдаются в летние месяцы в широтах между 43° и 65° (северной и южной широты). Удалось доказать, что аналогичные явления имеют место и на других планетах, в частности, на Марсе.
Выделены как самостоятельное явление В. К. Цераским. Изучением серебристых облаков занимались В. В. Шаронов и Н.И. Гришин.

## Общие сведения о природе серебристых облаков
Это самые высокие облака в атмосфере Земли; образуются в мезосфере на высоте около 85 км по одному источнику и на высотах 75—95 км, в среднем — 82 км, по другому источнику и видны только при освещении Солнцем, когда оно находится на высоте 6—16° под горизонтом, в то время как более низкие слои атмосферы находятся в земной тени; днём с поверхности Земли они, как правило, не видны, исключением является полное солнечное затмение (см. ниже), из космоса при определённых условиях могут наблюдаться и на дневной стороне Земли. Чаще всего в северном полушарии они появляются с мая по сентябрь, причём, например, на широте 56° наиболее часто — с последних десяти дней июня до второй декады июля. Отличить мезосферные облака от тропосферных довольно просто: последние видны на фоне зари тёмными, а первые — светлыми и даже как бы светящимися, так как зашедшее солнце может подсвечивать только достаточно высокие объекты, как небосклон или мезосферные облака. Оптическая плотность мезосферных облаков ничтожна, и через них зачастую проглядывают звёзды. Неудивительно, что эти облака наблюдаются преимущественно в самые короткие ночи в высоких широтах: именно при таких условиях, когда солнце заходит ненадолго и недалеко за горизонт, можно наблюдать объекты в мезосфере.
Серебристые облака изучались и с Земли и из космоса, а также ракетными зондами; они слишком высоки для стратостатов. Спутник AIM, запущенный в апреле 2007 года, занимается исследованием серебристых облаков с орбиты.
Примечательно, что серебристые облака являются одним из основных источников информации о движении воздушных масс в верхних слоях атмосферы. Серебристые облака передвигаются в верхних слоях атмосферы исключительно быстро — их средняя скорость составляет около 27,8 метра в секунду.

## История изучения

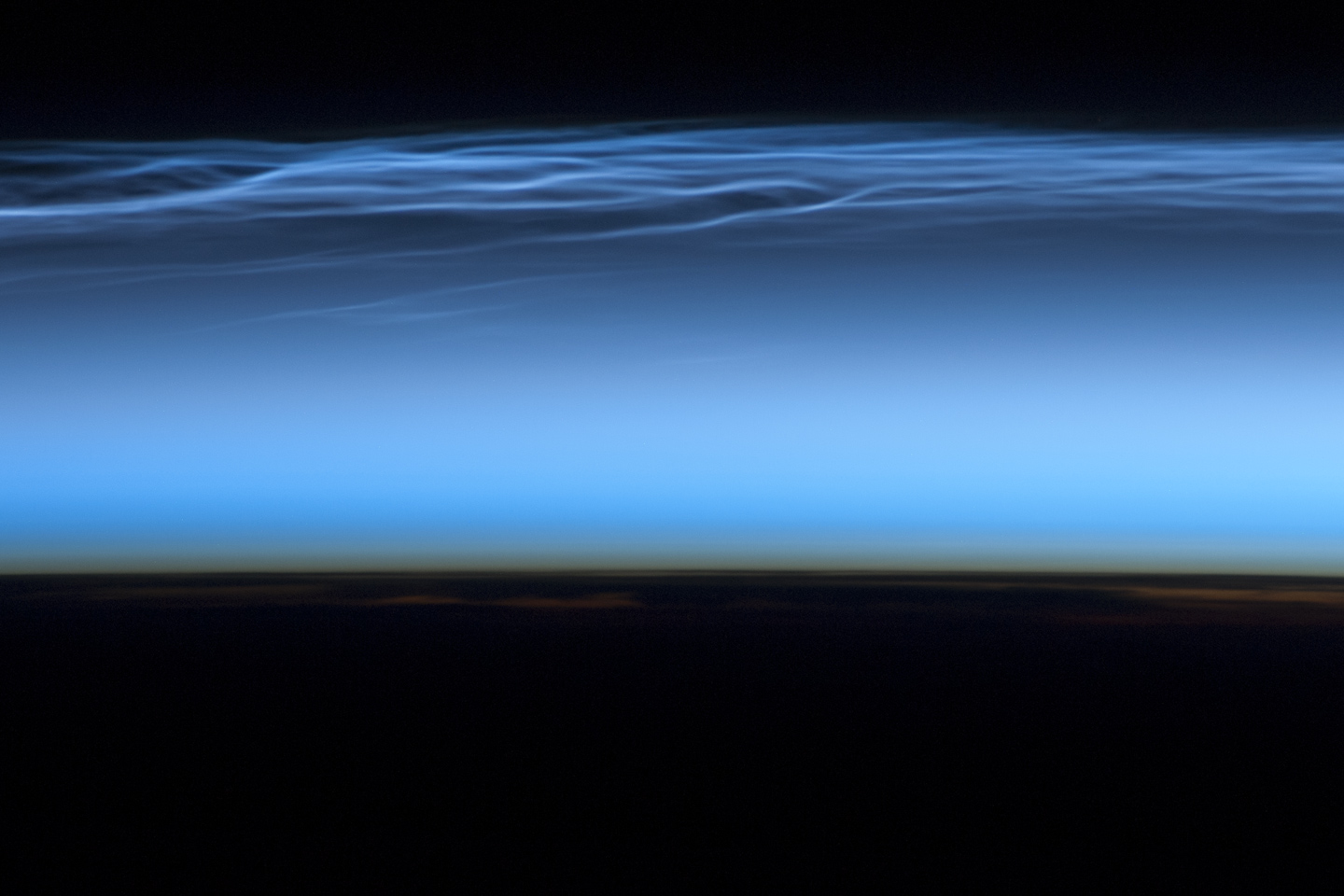
Серебристые облака: вид из космоса

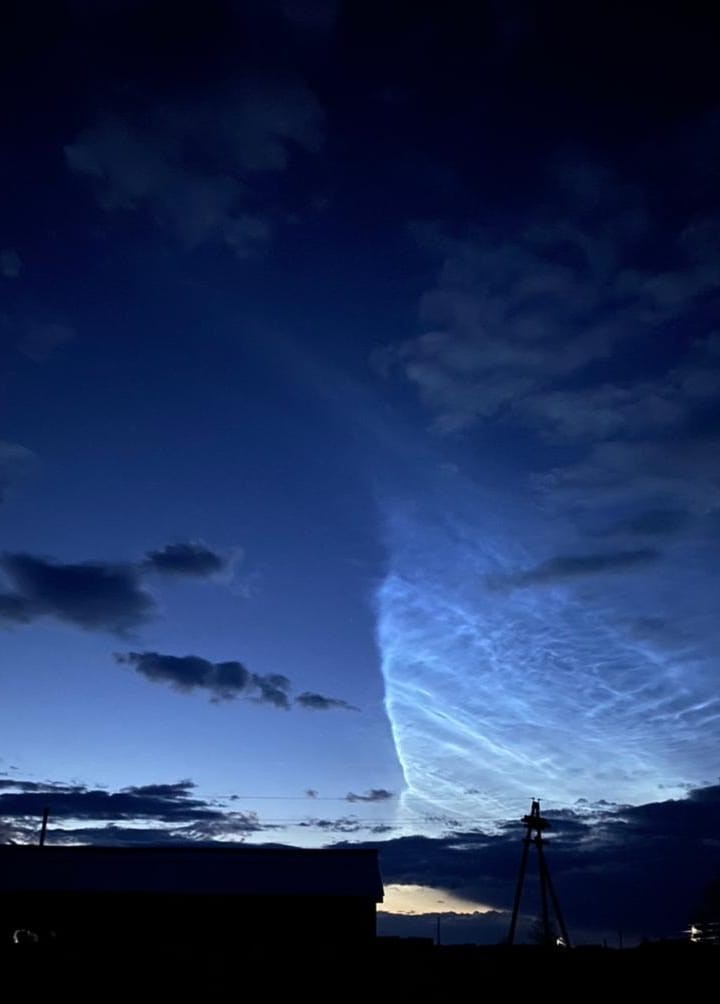
Серебристые облака в Бурятии, Россия. Июнь 2021 года

Природа серебристых облаков полностью не изучена. Высказывались предположения, что они состоят из вулканической или метеорной пыли, но они, как известно по данным со спутника UARS, состоят в основном из водяного льда.
Серебристые облака — сравнительно молодое явление ― впервые о них сообщается в 1885  году, вскоре после извержения Кракатау, и было предположение, что они могут быть связаны с изменением климата.
Первыми наблюдателями серебристых облаков считаются Т. Бэкхаус (Backhouse T. W.), наблюдавший их 8 июня 1885 года в Киссингене (Германия), приват-доцент Московского университета Витольд Карлович Цераский, который наблюдал их 12 июня 1885 года, а также наблюдавшие их в том же месяце Отто Ессе (Otto Jesse) в Германии, В. Ласка в Австро-Венгрии и Э. Хартвиг в России. Цераский наблюдал серебристые облака на предрассветном небе и заметил, что эти облака, ярко выделяющиеся на фоне сумеречного неба, становились совершенно невидимыми, когда выходили за пределы сумеречного сегмента неба. Он назвал их «ночными светящимися облаками». В. К. Цераский совместно с астрономом из Пулковской обсерватории А. А. Белопольским, работавшим в это время в Московской обсерватории, изучил серебристые облака и определил их высоту, которая по его наблюдениям составляла от 73 до 83 км. Это значение подтвердил через три года немецкий метеоролог Отто Иессе.
В 1887 году немецкий физик Фридрих Кольрауш предложил гипотезу образования серебристых облаков в результате вулканической деятельности.
В день падения Тунгусского метеорита, 30 июня 1908 года, в 40 местах России и Западной Европы отмечено появление необычно ярких серебристых облаков. Исследователь Тунгусского метеорита Л. А. Кулик в 1926 году предложил метеорно-метеоритную гипотезу образования серебристых облаков, согласно которой метеорные частицы, попавшие в атмосферу Земли, являются ядрами конденсации водяного пара. Однако эта теория не объясняла появления серебристых облаков в ограниченном интервале высот (около 82—83 километров), появления их только летом в средних широтах и не объясняла их характерную тонкую структуру, сравнимую со структурой перистых облаков.
В 1952 году И. А. Хвостиков выдвинул гипотезу, получившую название конденсационной (или ледяной), согласно которой серебристые облака имеют строение, подобное строению перистых облаков, состоящих из кристалликов льда. В 1958 году В. А. Бронштэн объяснил причину сезонного появления этих облаков и причину их появления на определённых широтах, а несколько ранее (в 1950 году) независимо от Л. А. Кулика высказал гипотезу о метеорной природе частиц, служащих ядрами конденсации кристалликов водяного льда при образовании серебристых облаков.
В 1955 году Н. И. Гришин предложил морфологическую классификацию форм серебристых облаков, на основании которой была создана международная классификация.
В настоящее время не до конца ясна природа появления на такой высоте в достаточном количестве водяного пара, необходимого для образования серебристых облаков. По одной гипотезе в средних широтах в летнее время года на высотах 25—30 километров образуются восходящие потоки воздуха, переносящие водяной пар в область мезопаузы, где пар вымерзает и образует серебристые облака. При этом был установлен факт повышения влажности в те сезоны, над теми широтами и на том уровне, где образуются серебристые облака. По другой гипотезе, получившей название «солнечного дождя» и высказанной норвежским исследователем Л. Вегардом в 1933 году и теоретически обоснованной в 1961 году французом К. де Турвилем, водяной пар на этих высотах образуется при взаимодействии атомов водорода, летящих к Земле от Солнца, с атомами кислорода верхних слоёв земной атмосферы. Однако эта гипотеза не полностью объясняет повышенную влажность в мезопаузе, необходимую для образования серебристых облаков.
Существуют и иные гипотезы попадания водяного пара в верхнюю мезосферу. Например, гипотеза, высказываемая профессором Университета штата Айова Л. Франком, советским исследователем В. Н. Лебединцем и некоторыми другими, согласно которой водяным паром в достаточном для образования серебристых облаков количестве снабжают область мезопаузы мини-кометы.
Остаётся не до конца прояснённым и вопрос о природе частиц, служащих ядрами конденсации кристалликов водяного льда при образовании серебристых облаков: частицы вулканической пыли, кристаллики морской соли или метеорные частицы. В настоящее время отдаётся предпочтение гипотезе о космическом происхождении ядер конденсации. В этой связи пытались обнаружить корреляцию между появлением серебристых облаков и интенсивностью метеорных потоков, падающих на Землю.
18—19 марта 1965 года серебристые облака впервые наблюдались из космоса А. А. Леоновым. Позднее серебристые облака нередко наблюдались с космических станций «Салют», например, в конце 1977 — начале 1978 годов в течение 13 суток их видели с борта станции «Салют-6» над южным полушарием.
В 1977 году изучением серебристых облаков над Антарктидой на орбитальной станции занимался космонавт Г. М. Гречко. Одновременно в Антарктиде проводились пуски геофизических ракет. После обработки обобщённых результатов был сделан вывод, что серебристые облака образуются при определённых температурах из-за замерзания влаги на пыли.
В 1978 году было высказано предположение, что серебристые облака представляют собой оптический эффект, по природе подобный миражам.
Серебристые облака наблюдались во время полного солнечного затмения 31 июля 1981 года в Томске.
В некоторых источниках утверждается, что до сих пор не существует физической модели, объясняющей высокие скоростные характеристики движения серебристых облаков.
В других источниках описываются физические модели, учитывающие процессы образования этих облаков и позволяющие создать компьютерную «фотографию» серебристых облаков.
В 2012 году, после 5 лет работы спутника AIM, была опубликована новая гипотеза о природе появления серебристых облаков, которая смогла объяснить, почему облака появились 130 лет назад, а до этого не наблюдались. Наиболее вероятным механизмом появления кристаллов льда на высотах 70—90 км над уровнем моря является высокая концентрация метана в атмосфере Земли. Этот лёгкий газ за счёт конвективных потоков может подниматься на высоты до 80 км. Там метан, взаимодействуя с метеорной пылью, превращается в кристаллы льда.

## Серебристые облака в массовой культуре
Большие поля серебристых облаков можно было наблюдать в ночь с 15 на 16 июня 2013 года над Евразией от Беларуси до Красноярска. Примечательно, что в медиасфере это событие окрестили «северным сиянием над Челябинском», что не является корректным и многих ввело в заблуждение: наблюдаемое явление было ничем иным, как серебристыми облаками.

## Галерея

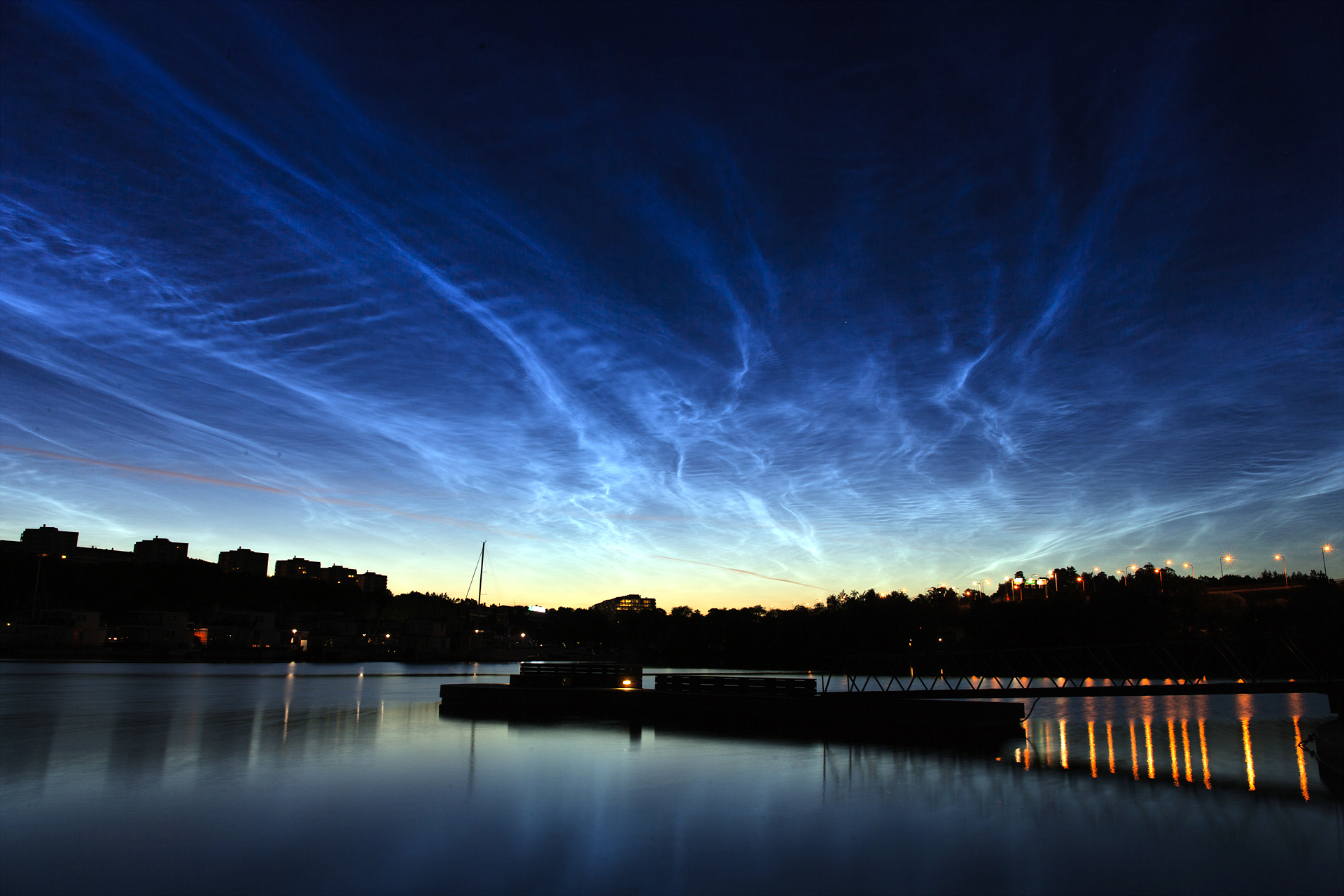
Стокгольм, Швеция
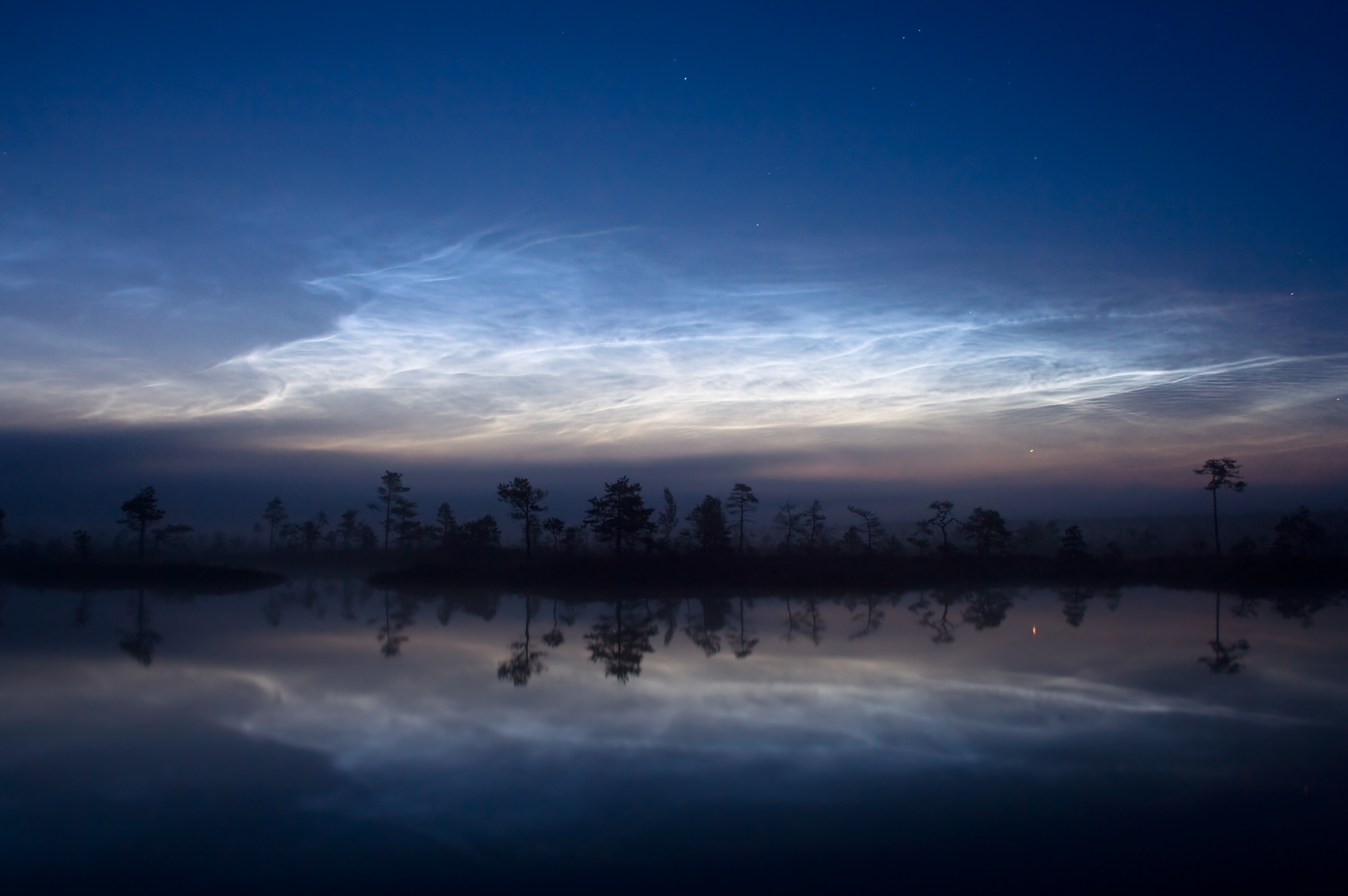
Болото Куресоо, Национальный парк Соомаа, Эстония
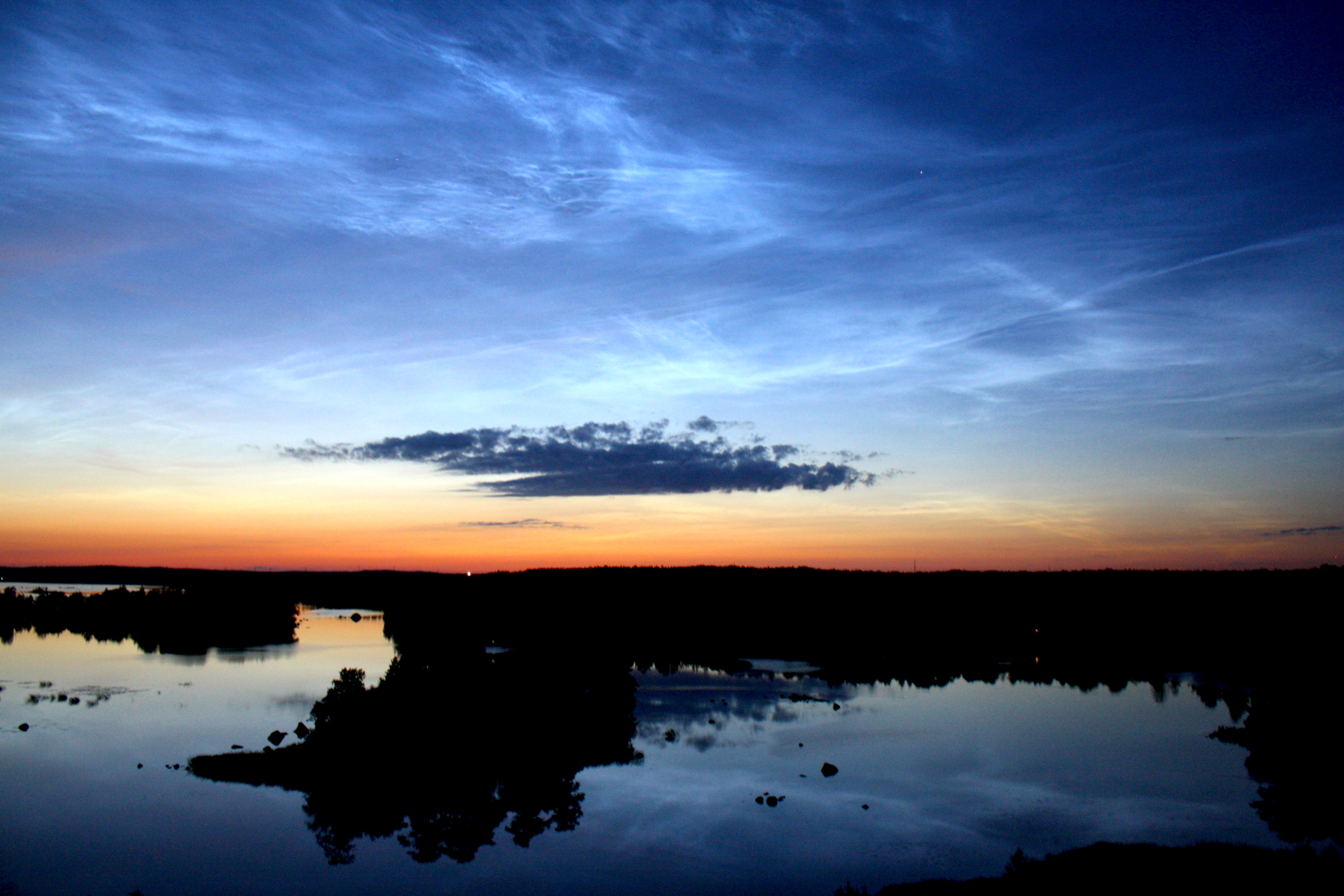
Выборг, Ленинградская область
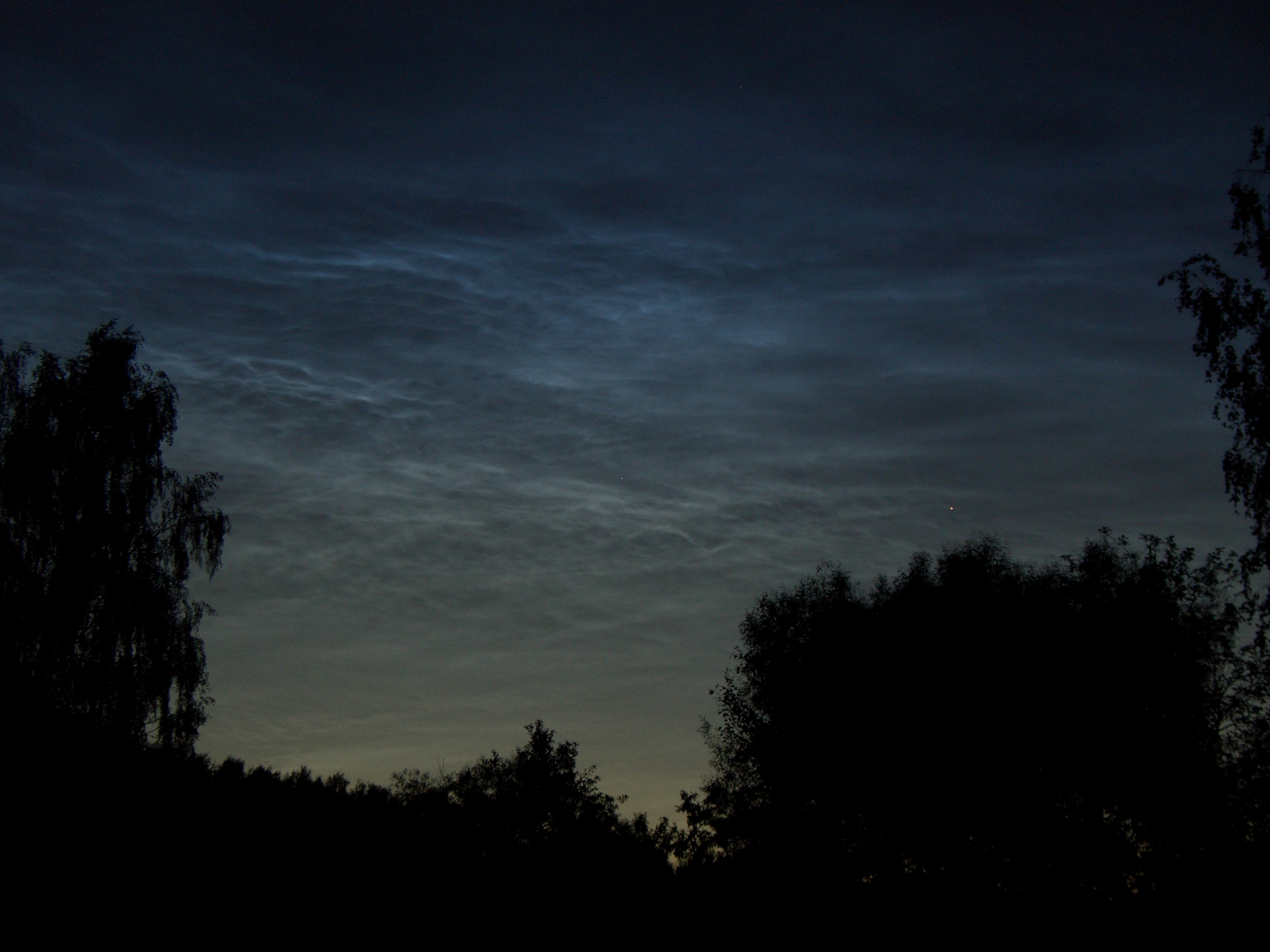
Подмосковье
Окрестности Санкт-Петербурга
Нижний Новгород
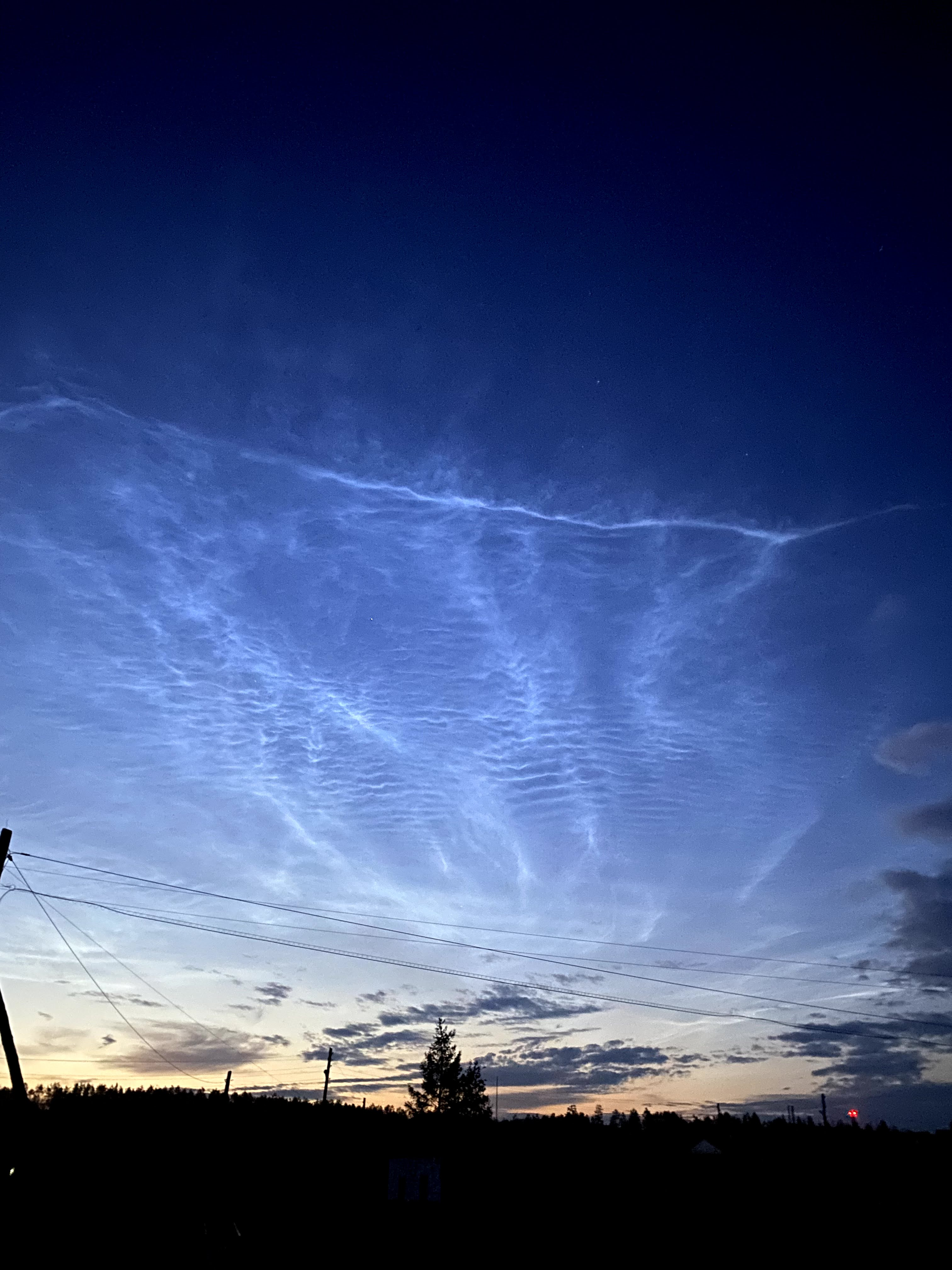
Мезосферные (серебристые) облака в небе над Якутией, июль 2021 года
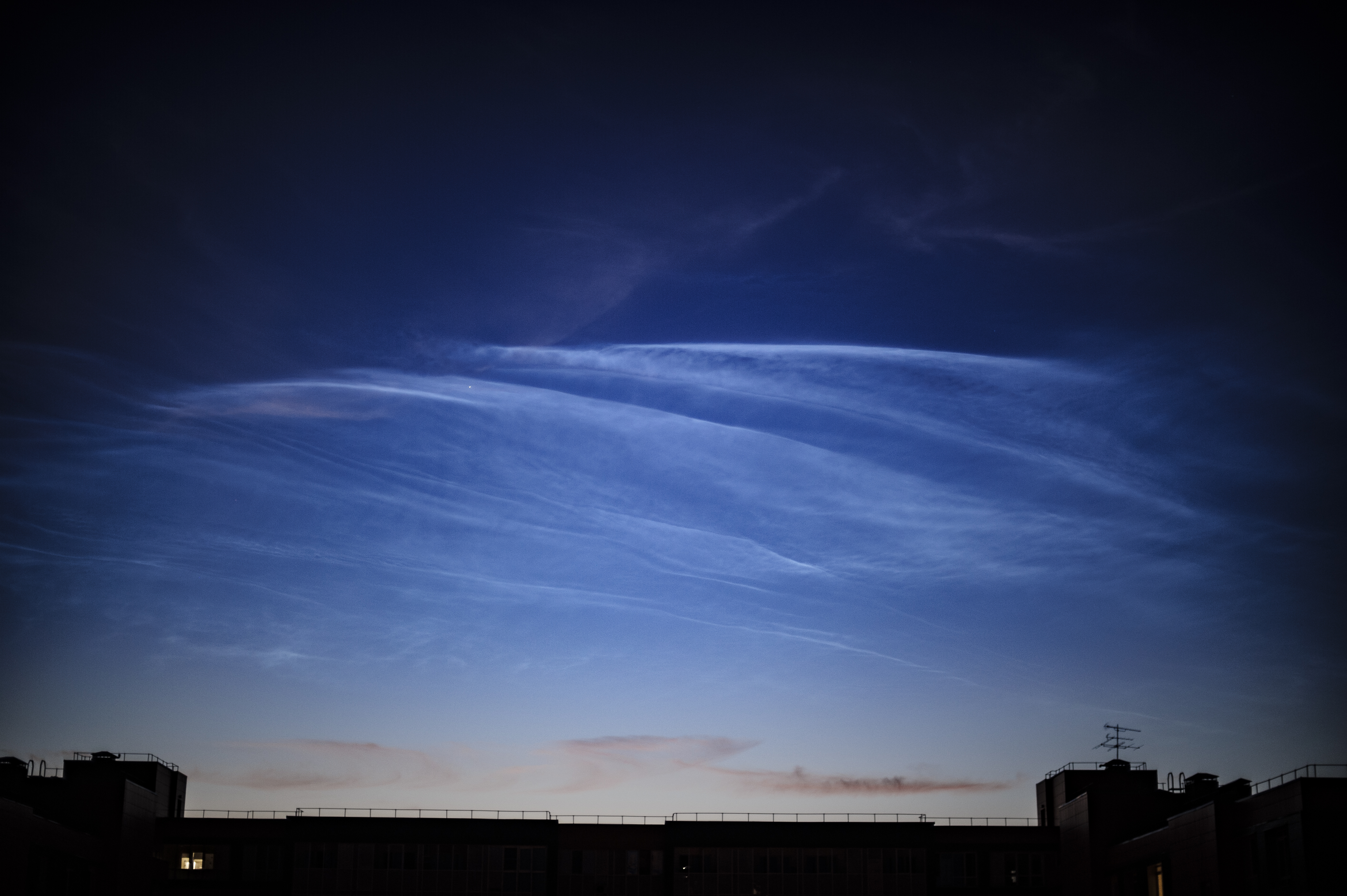
Нахабино, Московская область